# العراق في الألعاب الأولمبية الصيفية 2000
تناقس العراق في دور الألعاب الأولمبية سنة 2000 في سدني، أستراليا بأربعة رياضيين يمثلون العراق في رياضتين.

## الرياضة
| الاسم      | الرياضة            |
| ---------- | ------------------ |
| شهاب هونا  | العاب القوى للرجال |
| ميساء حسين | العاب القوى للنساء |
| محمد احمد  | العاب القوى للرجال |
| نور هاكي   | العاب القوى للنساء |

## الفائزين
لم يفز أحد بأي ميدالية